# Orimarga virgo
Orimarga virgo là một loài ruồi trong họ Limoniidae. Chúng phân bố ở miền Cổ bắc.